# Ley
Ley és un municipi francès, situat al departament del Mosel·la i a la regió del Gran Est. L'any 2007 tenia 109 habitants.

## Demografia

### Població
El 2007 la població de fet de Ley era de 109 persones. Hi havia 40 famílies, de les quals 12 eren unipersonals (4 homes vivint sols i 8 dones vivint soles), 16 parelles sense fills i 12 parelles amb fills.
La població ha evolucionat segons el següent gràfic:
Habitants censats

### Habitatges
El 2007 hi havia 46 habitatges, 43 eren l'habitatge principal de la família i 3 estaven desocupats. 45 eren cases i 1 era un apartament. Dels 43 habitatges principals, 36 estaven ocupats pels seus propietaris, 6 estaven llogats i ocupats pels llogaters i 1 estava cedit a títol gratuït; 1 tenia dues cambres, 2 en tenien tres, 9 en tenien quatre i 31 en tenien cinc o més. 37 habitatges disposaven pel capbaix d'una plaça de pàrquing. A 20 habitatges hi havia un automòbil i a 18 n'hi havia dos o més.

### Piràmide de població
La piràmide de població per edats i sexe el 2009 era:
| Homes | Edats   | Dones |
| ----- | ------- | ----- |
| 0     | 95 o +  | 0     |
| 0     | 90 a 94 | 0     |
| 0     | 85 a 89 | 1     |
| 0     | 80 a 84 | 1     |
| 4     | 75 a 79 | 3     |
| 6     | 70 a 74 | 6     |
| 1     | 65 a 69 | 1     |
| 4     | 60 a 64 | 3     |
| 5     | 55 a 59 | 1     |
| 2     | 50 a 54 | 4     |
| 6     | 45 a 49 | 2     |
| 4     | 40 a 44 | 4     |
| 4     | 35 a 39 | 5     |
| 3     | 30 a 34 | 3     |
| 1     | 25 a 29 | 4     |
| 2     | 20 a 24 | 2     |
| 0     | 15 a 19 | 4     |
| 7     | 10 a 14 | 3     |
| 5     | 5 a 9   | 3     |
| 1     | 0 a 4   | 1     |

## Economia
El 2007 la població en edat de treballar era de 72 persones, 52 eren actives i 20 eren inactives. De les 52 persones actives 50 estaven ocupades (29 homes i 21 dones) i 2 estaven aturades (1 home i 1 dona). De les 20 persones inactives 6 estaven jubilades, 8 estaven estudiant i 6 estaven classificades com a «altres inactius».
Activitats econòmiques
Els 2 establiments que hi havia el 2007 eren d'empreses de construcció.
Els 2 serveis als particulars que hi havia el 2009 eren lampisteries.
L'any 2000 a Ley hi havia 9 explotacions agrícoles.

## Equipaments sanitaris i escolars
El 2009 hi havia una escola elemental integrada dins d'un grup escolar amb les comunes properes formant una escola dispersa.

## Poblacions més properes
El següent diagrama mostra les poblacions més properes.